# Eluana Englaro
Eluana Englaro (née le 25 novembre 1970 à Lecco et morte le 9 février 2009 à Udine) fut victime le 19 janvier 1992 d'un accident de voiture qui la laissa dans un état végétatif irréversible. À partir de 1999, témoignant qu'elle « aurait exprimé le désir de mourir, si elle devait tomber dans le coma », son père entreprend des démarches (surtout en 2004, après douze ans de coma) pour que son système d'alimentation artificielle soit débranché.

## Parcours judiciaire de la demande
Après que cette requête a été refusée par la justice italienne en 1999 et en 2005, elle a été finalement reconnue par la Cour de Cassation de Milan en octobre 2007 qui s'est basée sur la Constitution italienne.
Cette situation est l'objet en 2008 d'une controverse similaire à celle qui entoura le cas de Terri Schiavo. La communauté scientifique s'affronte d'après des sources vaticanes, et le Vatican exprime son refus ferme de cette décision, pendant que de nombreuses manifestations, pour et contre, se produisent dans toute l'Italie.
En juillet, le procureur général de Milan a introduit un recours contre cette décision, avec effet suspensif, rendant donc impossible l'arrêt de ses soins.
En janvier 2009, à la demande de sa famille, le tribunal administratif de Milan annule cette décision qui avait interdit par ordre administratif au personnel de santé de suspendre l'alimentation d'Eluana Englaro.

## Intervention du gouvernement et décès
Alors que ni le gouvernement, ni le Parlement n'avaient pris le temps de légiférer ou de réglementer les fins de vie, le gouvernement de Silvio Berlusconi, à la veille de sa dissolution, prend subitement un décret-loi en conseil des ministres, que le président Giorgio Napolitano refuse de signer, car il le juge anti-constitutionnel. Le Sénat est alors saisi en urgence d'un projet de loi et Berlusconi compare la Constitution italienne à la soviétique.
Eluana Englaro est arrivée à l’aube du mardi 3 février 2009 à la clinique La Quiete (« La tranquillité ») d’Udine, où des médecins « suspendront son alimentation après avoir procédé pendant trois jours aux vérifications nécessaires », selon son neurologue Carlo Alberto Defanti.
L’établissement d’Udine avait annoncé en janvier qu’il était prêt à accueillir Eluana Englaro. Là, le processus d'euthanasie suit son cours malgré les pressions de l’Église catholique et du Vatican, du président de l'Ordre italien des médecins, du gouvernement de Silvio Berlusconi, de responsables politiques régionaux et d'une part assez minoritaire de l'opinion publique (lors d'un récent sondage, en février 2009, 61 % des sondés se sont exprimés en faveur de l'arrêt de son traitement).
Le 9 février 2009, la mort d'Eluana est annoncée publiquement. L'autopsie confirme que la mort n'est due qu'à la cessation de l'alimentation. Les différentes poursuites engagées contre son père, pour homicide et complicité, sont déboutées en 2010.

## Réactions et opinions
Un an après le décès d'Eluana, Mgr Rino Fisichella, président de l'Académie pontificale pour la vie, revient sur cet événement qui, pour lui, « a déchiré notre tissu social, surtout parce que la population n'a pas été informée de manière correcte ». Il dénonce « une page très triste de notre histoire : une jeune femme gravement malade mais vivante, a été privée d'alimentation, déshydratée, exposée, contrairement à ce que l'on dit, à de grandes souffrances et conduite à la mort ». Et cela a été rendu encore « plus triste par l'instrumentalisation politique qui en a été faite. »